# Miasto i gwiazdy
Miasto i gwiazdy (tytuł oryginału: The City and the Stars) – opublikowana w 1956 r. powieść „science fiction” napisana przez Artura C. Clarke'a oparta na wydanej w 1948 r. noweli Against the Fall of Night. Przedstawia świat, w którym jedna centralna maszyna projektuje każdy element rzeczywistości. Książka ukazała się w Polsce w przekładzie Jacka Manickiego, w latach 1984–1985 w czasopiśmie „Fantastyka” (1984, nr 12; 1985, nr 1), a w 1994 r. w formie książkowej nakładem Wydawnictwa Amber.

## Fabuła
Powieść opisuje świat w odległej o miliard lat przeszłości. Tytułowe miasto Diaspar jest potężną zamkniętą i jedyną na świecie aglomeracją, która ma uchronić zamieszkującą ją ludność przed legendarnymi „Najeźdźcami”. Poznajemy je oczami Alvina, odmieńca, jedynej w mieście osoby, która interesuje się światem zewnętrznym i potrafi o tym myśleć bez panicznego, irracjonalnego strachu. Jego poszukiwania odpowiedzi na pytanie: „co znajduje się za murami miasta”, prowadzą do zburzenia trwającego od milionów lat status quo.